# 王干林
王干林（1953年8月—）出生于广东省江门市，中国共产党党员，广东省省委党校经济学专业研究生，现任顺德区副区长、党组成员，兼区环境运输和城市管理局局长、党委书记。

## 政治生涯
- 龙江镇党委办干事，1987年3月－1987年7月
- 龙江镇党委办副主任，1987年7月－1987年11月
- 龙江镇政府副镇长，1987年11月－1989年12月
- 龙江镇党委副书记、副镇长，1989年12月－1990年3月
- 龙江镇党委副书记、镇长，1990年3月－1991年3月
- 龙江镇党委书记，1991年3月－1991年8月
- 顺德县经委副主任（正局级），1991年8月－1992年12月
- 顺德市工业发展局副局长（正局级），1992年12月－1993年3月
- 顺德市工业发展局党委书记、局长，1993年3月－1997年12月
- 勒流镇党委书记、人大主席，1997年12月－2003年3月
- 容桂街道党委书记、人大联络处主任、顺德高新技术产业开发区党委书记，2003年3月－2003年11月
- 顺德区副区长，2003年11月－
  - 兼党组成员，2003年12月－
    - 兼区环境运输和城市管理局局长、党组书记，2009年9月－2009年12月
    - 兼区环境运输和城市管理局局长、党组书记、党委书记，2009年12月－2011年3月
    - 兼区环境运输和城市管理局局长、党委书记，2011年3月－